# Энгельгардт, Лев Николаевич
Лев Никола́евич Энгельга́рдт (10 февраля 1766, с. Зайцево, Смоленская губерния — 4 ноября 1836, Москва) — генерал-майор из смоленского рода Энгельгардтов. В нескольких кампаниях служил под началом Александра Васильевича Суворова. Один из первых командиров (шефов) Уфимского мушкетёрского полка. Владелец (с женой) подмосковной усадьбы Мураново. Тесть поэта Евгения Баратынского.

## Биография

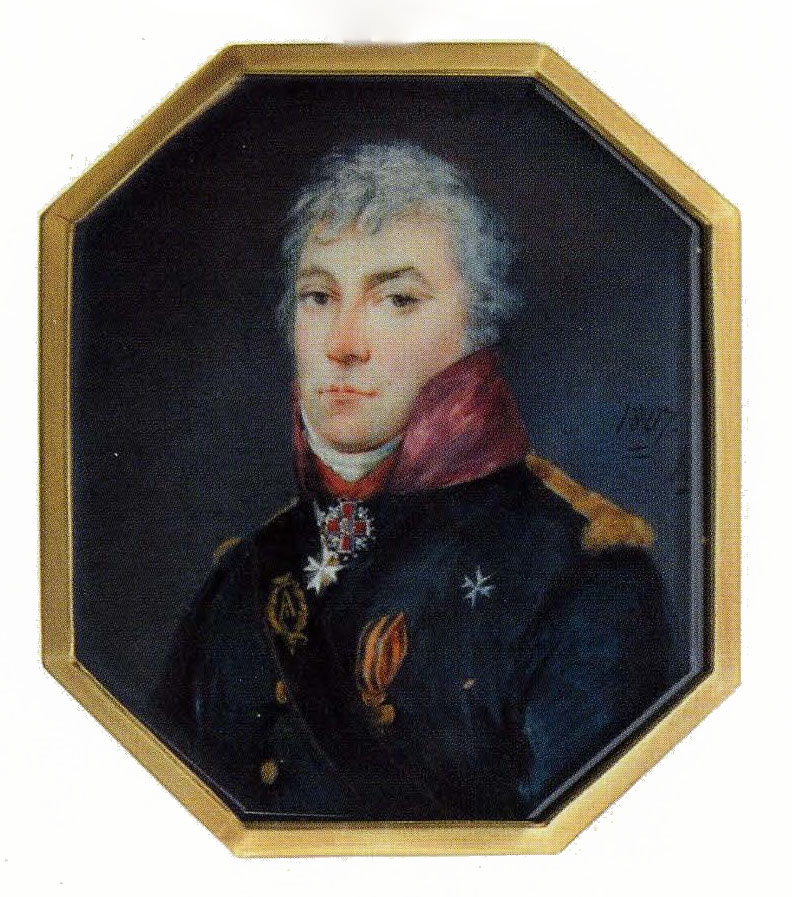
Портрет кисти Фёдора Кюнеля, 1807 г.

Лев Николаевич Энгельгардт родился в семье могилёвского губернатора Николая Богдановича Энгельгардта и Надежды Петровны Бутурлиной. 
При крещении получил имя Харлампий, однако Наталья Фёдоровна Бутурлина переименовала внука в память своего сына Льва, убитого во время Семилетней войны. Энгельгардт был отвезён родителями к бабушке и жил у неё в селе Кирманы Арзамасского уезда, здесь же под её руководством получил первоначальное воспитание, благодаря чему «сделался самаго крепкаго сложения, перенося, без вреда своему здоровью, жар, холод и всякую пищу; вовсе не учился и можно сказать, был самый избалованный внучек».
По смерти бабки пятилетний Энгельгардт приехал в Витебск, где его отец в то время был воеводой. Здесь дьячок униатской церкви начал обучать его чтению и письму. Следующим учителем стал отставной поручик Пётр Михайлович Брауншвейг, который «должен был учить писать по-русски, первым правилам арифметики и по-немецки», но не достиг успеха «по тупоумию и лености» ученика.
В 1777 году, записанный сначала в Витебский гарнизон сержантом, Энгельгардт вскоре был определён кадетом в гусарский Белорусский полк, которым командовал Василий Васильевич Энгельгардт, внучатый дядя Льва Николаевича и племянник Г. А. Потёмкина, продолжая по-прежнему оставаться на попечении родителей. Лев Николаевич вспоминал: «Я был самых дурных наклонностей, ничего не мог сказать, чтобы не солгать; как скоро из-за стола вставали, тотчас обегал стол и всё, что оставалось в рюмках, выпивал с жадностию, крал разные лакомства и всё украденное клал в ташку… Ни наказания, ни увещивания, ничто меня не исправляло; сверх того я был неловок, неопрятен, и стан мой был крив и сутуловат…». В следующем году родители отвезли его в Смоленск и поместили в пансион Эллерта, где среди основных методов воспитания были избиение ферулами, розгами и плетьми за малейшее неповиновение.
Спустя год Энгельгардт покинул пансион и был зачислен сержантом в Преображенский полк. Вскоре был определён в Шкловское благородное училище. Приехав в Петербург в июле 1783 года, Энгельгардт вступил на службу в полк, а в декабре того же года был назначен адъютантом к светлейшему князю Потемкину. После непродолжительного отпуска по семейным обстоятельствам в 1785 году был произведён в секунд-майоры иррегулярных войск. В 1786 году поступил прапорщиком сверх комплекта под начало своего зятя С. К. Вязмитинова, бригадира в Вологодском пехотном полку. Энгельгардт получил назначение в Сибирский гренадерский полк под командованием П. М. Дашкова и принял участие в начавшейся вскоре русско-турецкой войне. В марте 1787 года переведён премьер-майором в Днепровский полк под командованием полковника Г. М. Рахманова. Позднее служил во вновь сформированном из Санктпетербургского полка Свято-Николаевском полку в корпусе генерала Меллера. Отличился в сражении под Мачином, когда вызвался вести солдат на штурм горы, занятой турками. В своих записках Энгельгардт вспоминал: «Все знакомые мои меня поздравляли, что мне удалось в виду всей армии показать готовность к службе, и уверены были, что так как я первый, так сказать, способствовал к одержанию победы, то и буду отлично награждён». Однако, Льву Николаевичу был пожалован лишь одобрительный лист за подписью Н. В. Репнина После объявления мира Энгельгардт получил отпуск.
В 1792 году Энгельгардт определился в Козловский мушкетёрский полк под командованием полковника И. Н. Рокасовского. Принимал участие в польской кампании. За взятие Варшавы был пожалован золотой шпагой, крестом и чином подполковника. С 1795 года Лев Николаевич командовал третьим Оренбургским полевым батальоном, который находился в составе Оренбургского корпуса под командованием С. К. Вязмитинова, женатого на сестре Энгельгардта, Александре Николаевне. Позднее в 1797 году батальон влился в Уфимский полк, шефом которого был А. Ф. Ланжерон. В 1798 году Энгельгардт был произведён в полковники, а 8 июня того же года по случаю удачных манёвров, проходивших З по 8 июня 1798 года в Казани, награждён шпагой с Анненским крестом. В своих «Записках» он пишет, что император Павел I остался очень доволен Уфимским полком, особенно его батальоном. «Становись на колени, — сказал государь, — видишь, как ты вырос велик: иначе не могу тебя обнять». И он поцеловал Л. Н. Энгельгардта в обе щеки. С 13 сентября 1798 года по 4 февраля 1799 года полковник Лев Николаевич Энгельгардт — командир Уфимского полка.
В книге «Детские годы Багрова-внука» С. Т. Аксаков вспоминает о побывавшем в Уфе в 1795 году полковнике Энгельгардте:

Из военных всех чаще бывали у нас генерал Мансуров с женой и двумя дочерями, граф Ланжерон и полковник Л. Н. Энгельгардт… Сначала я больше всех любил Льва Николаевича Энгельгардта: по своему росту и дородству он казался богатырем между другими и к тому же был хорош собою. Он очень любил меня, и я часто сиживал у него на коленях, с любопытством слушая его громозвучные военные рассказы и с благоговением посматривая на два креста, висевшие у него на груди, особенно на золотой крестик с округленными концами и надписью: «Очаков взят 1788 года 6 декабря». Я сказал, что любил его сначала; это потому, что впоследствии я его боялся, — он напугал меня, сказав однажды: «Хочешь, Сережа, в военную службу?» — Я отвечал: «Не хочу». — «Как тебе не стыдно, — продолжал он, — ты дворянин и непременно должен служить со шпагой, а не с пером. Хочешь в гренадеры? Я привезу тебе гренадерскую шапку и тесак». Я перепугался и убежал от него. Энгельгардт вздумал продолжать шутку и на другой день, видя, что я не подхожу к нему, сказал мне: «А, трусишка! Ты боишься военной службы, так вот я тебя насильно возьму…» С этих пор я уж не подходил к полковнику без особенного приказания матери, и то со слезами.
4 февраля 1799 году Энгельгардт произведён в генерал-майоры с назначением шефом Уфимского мушкетёрского полка, сменив графа Ланжерона, который с 13 мая 1799 года состоял шефом Ряжского мушкетёрского полка. В мае получил командорство ордена святого Иоанна Иерусалимского, с тысячью рублями годового дохода. Лев Николаевич иронично замечал: «Служа в турецкую войну и противу Поляков усердно и ревностно, был я в нескольких сражениях, лица от неприятеля не отворачивал и почти ничего не получил. А за марширование на Арском поле и удачные батальонные выстрелы получил два ордена». В том же году, в ноябре, он вышел в отставку с мундиром и пенсией.
В 1806 году Энгельгардт был избран казанским дворянством в губернские начальники над только что учрежденной милицией, и по его инициативе от каждой губернии были сформированы батальоны стрелков из милиционеров, занимавшихся ранее охотой. Когда милицию повелено было распустить, то Энгельгардт был награждён был орденом Святой Анны 2-й степени, украшенным алмазами.
В 1820-е годы Энгельгардты жили в Москве в собственном доме «на Никитской у прихода Малого Вознесения», а летние месяцы преимущественно проводили в Мураново. Незадолго до своей смерти Лев Николаевич написал «Воспоминания», в которых рассказывал о военных и политических деятелях и исторических событиях, случившихся в правления трех императоров: Екатерины, Павла I и Александра I. «Записки» были опубликованы Н. В. Путятой в журнале «Русский вестник», а в 1867 году они были изданы отдельной книгой П. Бартеневым. Позднее публиковались в неполном виде в сборнике «Русские мемуары. Избранные страницы. XVIII в.» (М.,1988), первая полная публикация была осуществлена в 1997 году издательством «Новое литературное обозрение».
Лев Николаевич Энгельгардт скончался от паралича 4 ноября 1836 года и был похоронен на кладбище московского Симонова монастыря.

## Брак и дети
Жена (с 1799 года) — Екатерина Петровна Татищева (1769—14.11.1821), дочь Петра Алексеевича Татищева и Анастасии Парамоновны, урождённой Плещеевой. Екатерина Петровна приобрела 30 октября 1816 года усадьбу Мураново. В браке родились:
- Елизавета (1799—1804)[6].
- Пётр (1802—1848) — холост, нервнобольной.
- Михаил (20.09.1803[7]— ?)
- Анастасия (1804—15.03.1860) — с 1826 года супруга поэта Евгения Абрамовича Баратынского (1800—1844), умерла от сухотки в Женеве.
- Наталья (1806—1826).

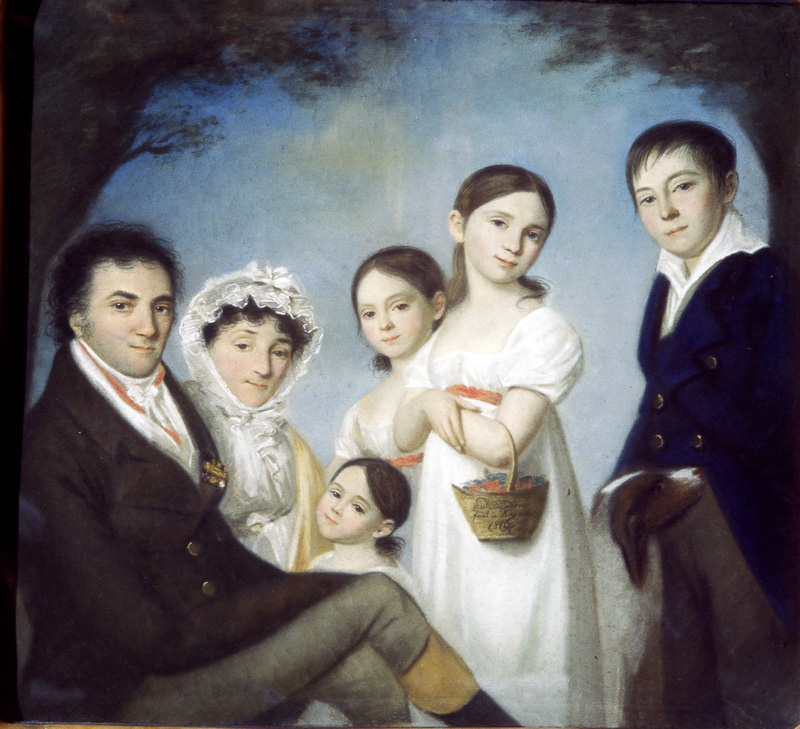
Софья (1807—1884) — наследница Мураново, с 1837 года супруга литератора Николая Васильевича Путяты (1802—1877); их дочь Ольга (1840—1920) вышла замуж за Ивана Фёдоровича Тютчева, младшего сына поэта Фёдора Ивановича Тютчева.  - Лев Энгельгардт с женой и детьми: Софьей, Натальей, Анастасией и Петром.
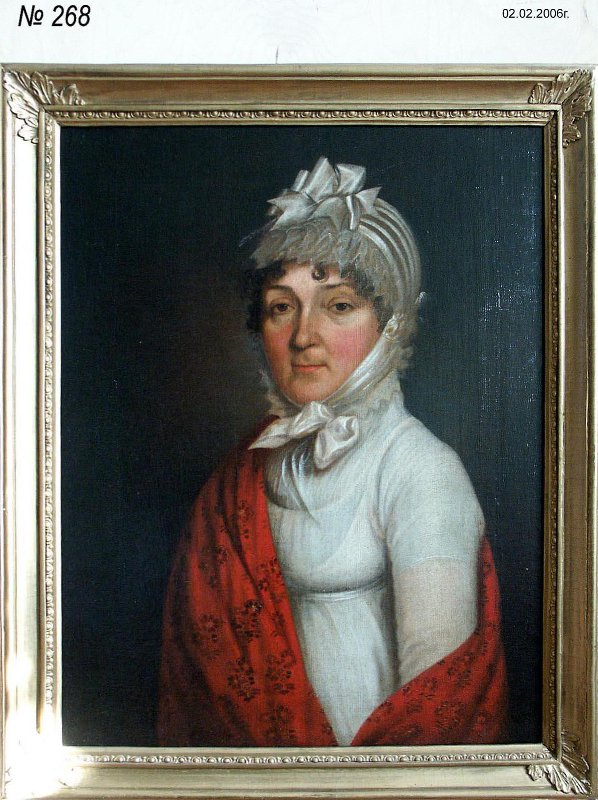
Екатерина Петровна, 1808-1810
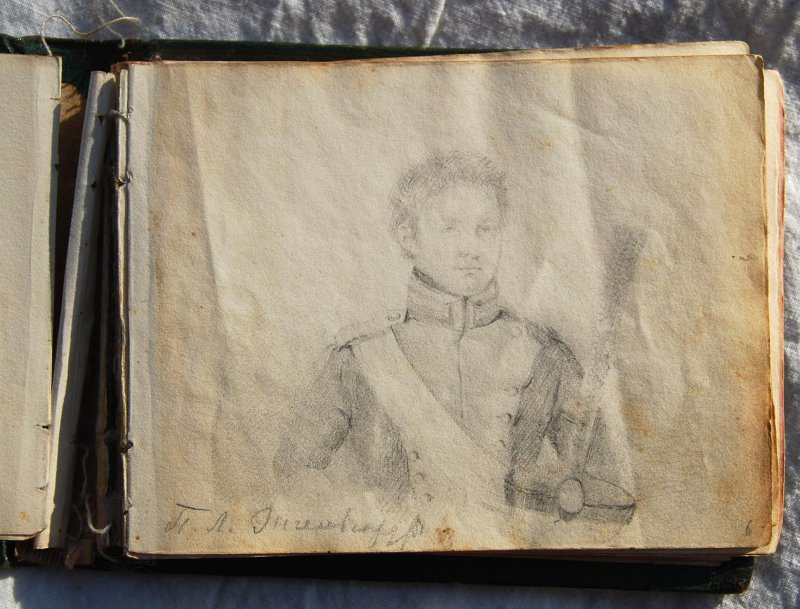
Пётр Львович, 1820 г.
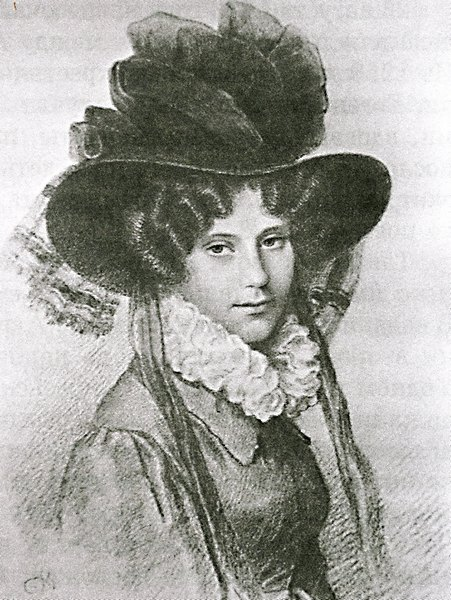
Анастасия Львовна, 1826 г.
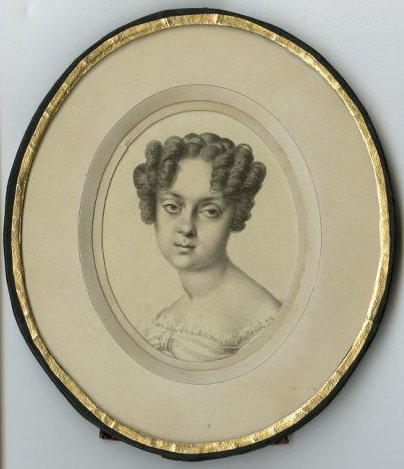
Наталья Львовна, портрет до 1830 г.
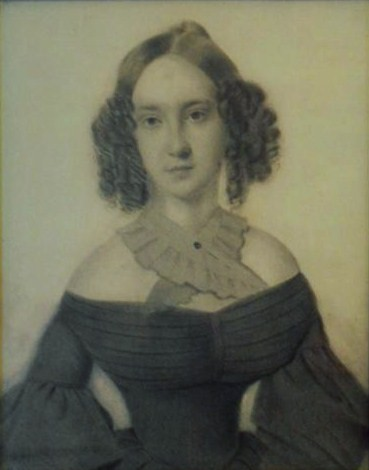
Софья Львовна, 1830-е
  - Екатерина Петровна, 1808-1810
  - Пётр Львович, 1820 г.
  - Анастасия Львовна, 1826 г.
  - Наталья Львовна, портрет до 1830 г.
  - Софья Львовна, 1830-е

### Комментарии
1. ↑  Этот год указан в собственных записках Л.Н. Энгельгардта. В «Словаре русских генералов, участников боевых действий против армии Наполеона Бонапарта в 1812—1815 гг.» указан 1765 год.
2. ↑  Мать Л. Н. Энгельгардта не имела никакого отношения к старинному дворянскому роду Бутурлиных.
3. ↑  В «Словаре русских генералов, участников боевых действий против армии Наполеона Бонапарта в 1812—1815 гг.» указано, что за участие в сражениях под Фокшанами и Рымником Энгельгардт получил чин подполковника и орден Святого Владимира 4-й степени с бантом, а за отличие в сражении под Мачином  произведён в полковники 28 июня 1791 года. Но в записках Энгельгардт сообщает, что чин подполковника от получил лишь в 1794 году за взятие Варшавы «после семилетней службы в премьер-майорском чине»